# 14.ª Cumbre de la Liga Árabe
La Cumbre de Beirut fue la 14.ª Cumbre de la Liga Árabe, realizada en Beirut, Líbano en marzo de 2002 para discutir sobre el conflicto israelí-palestino. En ese entonces Yasir Arafat, el líder palestino, estaba bajo arresto en su complejo en Ramallah. Las fuerzas israelíes le confinaron y le impidieron atender la Cumbre de Beirut. La reunión cobró especial importancia por la adopción, por parte de los Estados árabes presentes, de una propuesta que ofrecía una paz integral entre los países árabes e Israel, titulada como la Iniciativa de Paz Árabe.

## Iniciativa de paz árabe
La iniciativa de paz árabe fue propuesta por el entonces regente saudí Abdalá bin Abdulaziz como una posible solución para ambos conflictos, el Conflicto israelí-palestino y el Conflicto árabe-israelí. Fue publicada el 28 de marzo de 2002, durante una reunión de la Liga Árabe en la cumbre de Beirut, y alcanzó un consenso por unanimidad de todos los miembros de la Liga Árabe.
Considerada una propuesta agresiva, reclamaba al estado de Israel la retirada de sus fuerzas de todos los territorios ocupados, incluyendo los Altos del Golán, para reconocer «un Estado de Palestina independiente con capital en Jerusalén Este» en Cisjordania, Franja de Gaza. Así como una «solución justa» para los Refugiados palestinos. A cambio los Estados Árabes afirmaban que reconocerían el Estado de Israel, considerando terminado el conflicto árabe-israelí y estableciendo relaciones diplomáticas con Israel.
La iniciativa se basaba en:
- El principio de Tierra por paz
- La convicción de los países árabes de que una solución militar al conflicto no alcanzaría la paz ni porporcionaría seguridad para ambas partes.

La propuesta, de Arabia Saudita, ofrecía a Israel el reconocimiento de los países árabes, incluyendo acuerdos de paz y normalización de las relaciones con Israel en caso de que cumpliera ciertas condiciones:
- Retirada de todos los territorios ocupados por Israel desde la Guerra de los Seis Días
- Proporcionar una solución justa para el problema de los refugiados palestinos, y
- Reconocimiento de la soberanía e independencia del Estado de Palestina en Cisjordania y la Franja de Gaza.

Los objetivos de la iniciativa son:
- Completa retirada de los territorios ocupados desde 1967.
- Implementación de la Resolución 242 y la Resolución 338 del Consejo de Seguridad de las Naciones Unidas.
- El establecimiento de un Estado de Palestina independiente con Jerusalén Este como capital.
- Una solución justa para el problema de los refugiados palestinos, para estar conforme a la sección 11 de la Resolución 194 de la Asamblea General.
- La normalización de relaciones en el contexto de una paz completa.

El ministro de de exteriores de Jordania declaró:
La propuesta presentada por la Liga Árabe, en la Cumbre de Beirut de marzo, ofrece una paz completa en la región, basada en la fórmula, reconocida internacionalmente, de «tierra por paz», un retorno a las fronteras del 4 de junio de 1967 a cambio de relaciones normales y un tratado de paz colectivo.
El ministro de exteriores israelí, Shimon Peres, acogió con agrado la propuesta y declaró «... los detalles de todo plan de paz deben ser discutidos directamente entre Israel y los palestinos, y para hacer esto posible, la Autoridad Palestina debe poner fin al terror, expresión horrible de lo que vimos la pasada noche en Netanya»
refiriéndose a la Masacre de Netanya perpetrada la tarde anterior, que la cumbre no pudo abordar.
En cierto modo la confusa sección 4.ª fue insertada por la insistencia libanesa y refleja su preocupación que el problema del asentamiento de los refugiados, no recayera, como así consideraban, a expensas de Líbano y su "equilibrio demográfico"
The somewhat obscure 4th section was inserted at Lebanese insistence and reflects its concern that the settlement of the refugee problem not be at what it considers the expense of Lebanon and its "demographic balance."
Líbano y Siria promoviereon la inclusión de una referencia a la resolución 194 de Naciones Unidas, que enfatiza el derecho de los refugiados palestinos al retorno a Israel. Finalmente se alcanzó un compromiso, citando la resolución pero manifestando que la Liga apoyaría cualquier acuerdo entre Israel y los palestinos sobre el asunto.

## Diplomacia de paz y tratados árabe- israelíes
- Conferencia de paz de Paris 1919
- Acuerdo Faisal–Weizmann (1919)
- Armisticio árabe-israelí de 1949
- Acuerdos de Camp David (1978)
- Tratado de paz egipcio-israelí (1979)
- Conferencia de Madrid de 1991
- Acuerdos de Oslo (1993)
- Tratado de paz israelí-jordano(1994)
- Cumpre Camp David de 2000
- Proceso de Paz israelí-palestino
- Proyectos trabajando por la paz entre israelíes y árabes
- Lista de propuestas de paz de Oriente Medio
- Derecho Internacional y el conflicto árabe-israelí